# Flujo de radiación
El flujo de radiación es una medida de la cantidad de radiación recibida por un objeto desde una fuente dada. Esto puede ser cualquier tipo de radiación, incluyendo radiación electromagnética y partículas provenientes de cualquier fuente radiactiva.
| Símbolo               | Nombre                                               | Unidad |
| --------------------- | ---------------------------------------------------- | ------ |
| {\displaystyle L}     | luminosidad, o potencia de salida total de la fuente | W      |
| {\displaystyle r}     | Distancia desde la fuente de radiación               | m      |
| {\displaystyle \Phi } | Flujo de radiación                                   | W / m2 |

La densidad de flujo de radiación es una medida relacionada que tiene en cuenta el área del flujo de radiación que pasa a través, y se define como el flujo dividido por el área que atraviesa. La densidad de flujo de radiación se conoce también como intensidad de flujo, donde I = L / 4πr2.